# Port lotniczy Block Island
Port lotniczy Block Island (IATA: BID, ICAO: KBID) – port lotniczy położony na wyspie Block Island, w stanie Rhode Island, w Stanach Zjednoczonych.